# 豊田商会
株式会社豊田商会（とよだしょうかい）は大阪府大阪市に本社を置く、ゴム印材料総合メーカー。1954年創業。グループ会社は株式会社トヨダ商事（東京都新宿区）

## 概要
創業から半世紀以上、事務用品として使用される「ゴム印」の素材である「ラバー」「台木」「スポンジ」などの材料や「プレス機械」「レーザー加工機」などの機械設備をトータルにサポートするゴム印材料総合メーカー。

## 沿革
- 1954年　株式会社豊田ゴム商会として創業　事務用ゴム印のシートラバーの製造販売を開始
- 1962年　業界初の油圧式ゴム印鋳造プレス「ワンタッチ」の発売　鋳造店への導入
- 1962年　プレス用PC母型材（フェノール系樹脂）販売開始
- 1965年　東京出張所を開設
- 1966年　株式会社豊田商会を設立
- 1968年　低発砲性スチロール樹脂製台木（ボード）販売開始
- 1973年　透明アクリル樹脂製台木「TOPスター」販売開始
- 1978年　感光性樹脂版「リジロン版」販売開始　それに伴い製版機販売開始
- 1978年　バンドー化学株式会社の浸透印の総代理店になる
- 1979年　東京営業所を株式会社トヨダ商事に昇格
- 1986年　本社第二工場設立
- 1987年　浸透印ホルダー「フリータッチ」発売開始
- 1993年　合せ判「アドレス」、組合せ台木「マルチジョイント」販売開始
- 1997年　版下組版ソフト「TOSWIN（トスウィン）」販売開始
- 1998年　感光性合成ゴム印「NSシート」販売開始　NSシート作製製版機「NS-X製版機」販売開始
- 1999年　レーザー彫刻用ゴム板材料「少臭タイプ・無臭タイプ」販売開始
- 2000年　版下組版ソフト「 NAVWIN（ナビウィン）」販売開始
- 2002年　浸透印「ZIOスタンプ」販売開始　卓上小型裁断機「カットマンminiⅡ」販売開始　T角、エコマーク取得
- 2003年　カラーボード、エコマーク取得
- 2004年　高さ調整付き合せ判「アドレスマークⅡ」販売開始　創業50周年
- 2008年　セルフインカー「ジョインティ」販売開始
- 2010年　スタイリッシュネーム印「ジョインティJ9」販売開始
- 2011年　ネガ出力「インクジェットフィルムシステム」販売開始
- 2012年　エラストマー樹脂グリップ「アドレスG」販売開始
- 2013年　金属彫刻が可能なファイバーレーザー「マーキングスター」販売開始
- 2017年　小型IJフィルムシステム専用RIPソフト「BJ Station」販売開始
- 2019年　創業65周年
- 2019年　インクジェットフィルムA4ロングにて実用新案取得（第3224164号）
- 2020年　ジョインティJ9シリーズ　「ジョインティプレミアム」販売開始
- 2020年　感光性樹脂版リジロンの販売終了に伴い「ナイロプリント・プリンタイト」販売開始
- 2020年　公式YouTubeチャンネル開設
- 2021年　LED製版機 A4 B4 A3を販売開始
- 2024年　創業70周年

## 主な商品
ゴム印材料、ジョインティ、J9、NSシート、感光性樹脂版（ナイロプリント、プリンタイト）、浸透印材料、プレス機、レーザー彫刻機、製版機械、小型IJフィルムシステム、PC・デジタル機器、版下作成ソフト、フォント関連販売